# Hydor
Lambda Aquarii (λ Aqr/ λ Aquarii) è una stella gigante rossa di magnitudine 3,77 situata nella costellazione dell'Aquario. È nota con il nome tradizionale di Hydor o anche Ekkhysis, dal greco antico ‘υδωρ "acqua" e εκχυσις "effusione". Dista 392 anni luce dal sistema solare.

## Osservazione
Si tratta di una stella situata nell'emisfero celeste australe, ma molto in prossimità dell'equatore celeste; ciò comporta che possa essere osservata da tutte le regioni abitate della Terra senza alcuna difficoltà e che sia invisibile soltanto molto oltre il circolo polare artico. Nell'emisfero sud invece appare circumpolare solo nelle aree più interne del continente antartico. Essendo di magnitudine 3,8, la si può osservare anche dai piccoli centri urbani senza difficoltà, sebbene un cielo non eccessivamente inquinato sia maggiormente indicato per la sua individuazione.
Il periodo migliore per la sua osservazione nel cielo serale ricade nei mesi compresi fra fine agosto e dicembre; da entrambi gli emisferi il periodo di visibilità rimane indicativamente lo stesso, grazie alla posizione della stella non lontana dall'equatore celeste.

## Caratteristiche fisiche
La stella è una gigante rossa, che con una massa tripla rispetto a quella del Sole, è già giunta negli stadi finali della sua esistenza; nata come una stella di classe B poco più di 400 milioni di anni fa, in tempi relativamente brevi su scala astronomica rilascerà il suo involucro esterno per trasformarsi in una nana bianca. Come molte giganti rosse in questo stadio evolutivo, è anche una variabile irregolare a lungo periodo.